# Château de Serres
Pour les articles homonymes, voir Château de Serres (homonymie).
Le château de Serres est un château situé à Serres, en France.

## Localisation
Le château est situé sur la commune de Serres, dans le département français de l'Aude.

## Historique
L'édifice est inscrit au titre des monuments historiques en 1947. Il fut la propriété de l'acteur Jean Deschamps qui créa un théâtre de verdure dans son parc.

## Description

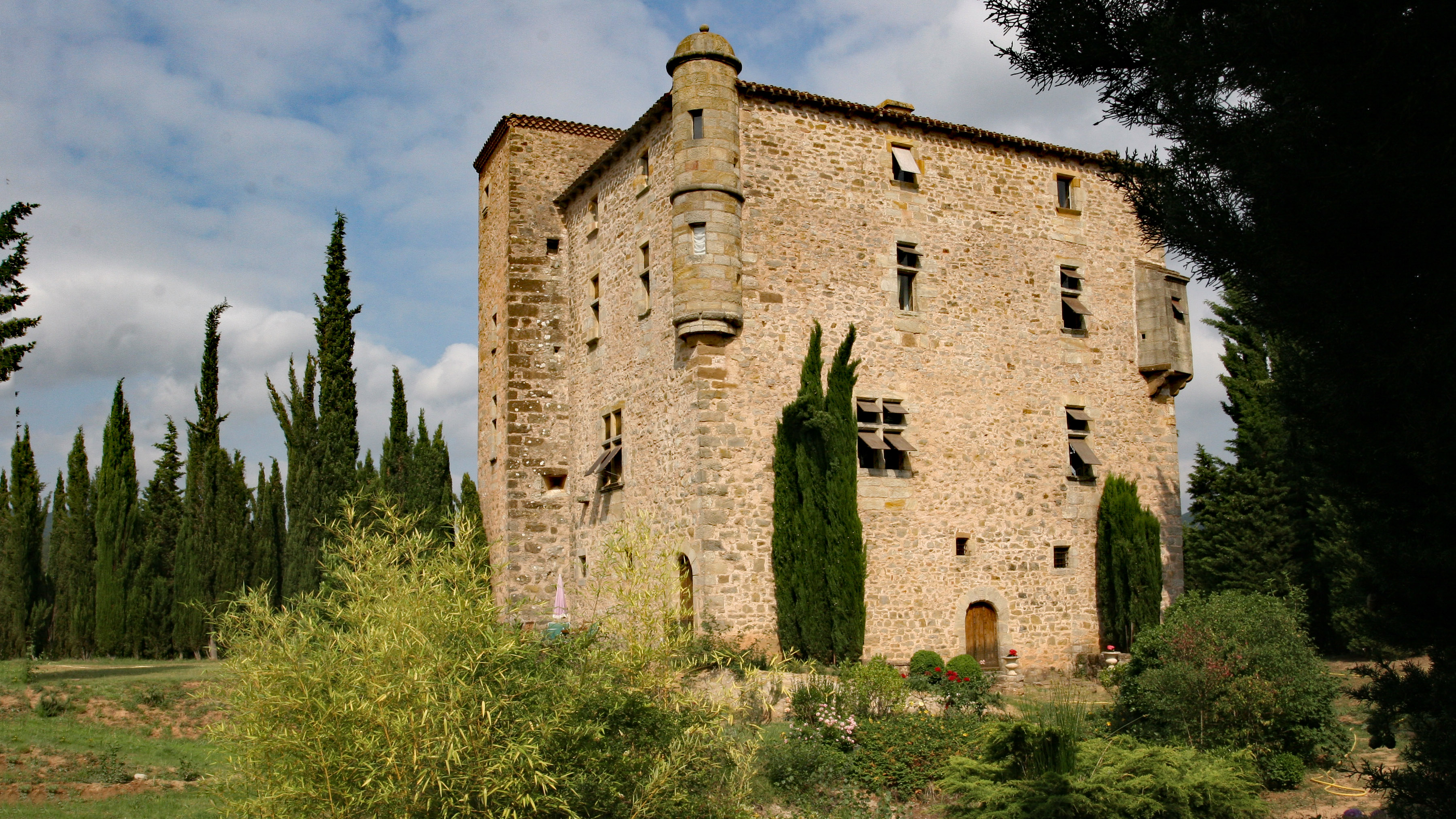
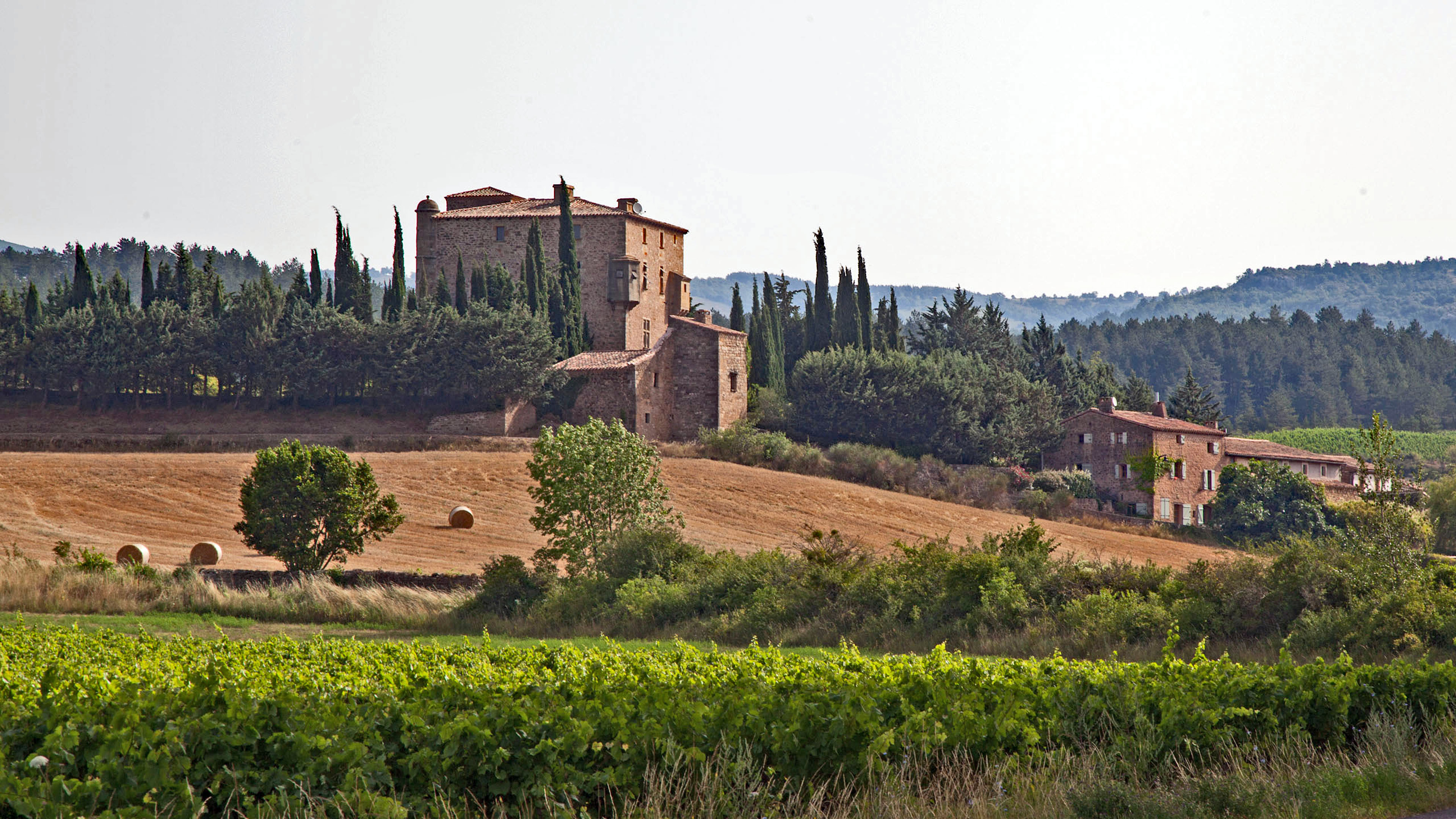